# Ni tan joven, ni tan viejo
Ni tan joven, ni tan viejo es un álbum en el que 38 artistas versionan 25 canciones del cantautor español Joaquín Sabina. Fue publicado el 13 de diciembre de 2019.

## Lista de canciones e intérpretes

### CD1
1. Ruido (Fito y Fitipaldis y Coque Malla)
2. Contigo (Alejandro Sanz)
3. Con la frente marchita (Amaral y Manolo García)
4. Donde habita el olvido (Enrique Bunbury)
5. El caso de la rubia platino (Leiva)
6. Peces de ciudad (Pablo Alborán y Pablo López)
7. Calle Melancolía (Robe Iniesta)
8. La canción más hermosa del mundo (Manuel Carrasco)
9. 19 días y 500 noches después (Travis Birds y Benjamín Prado)
10. Cerrado por derribo (El Niño de Elche y Guitarricadelafuente)
11. Y sin embargo (Dani Martín y Zahara)
12. A la orilla de la chimenea (Joan Manuel Serrat y Rozalén)

### CD2
1. Princesa (Los Rodríguez)
2. Yo también sé jugarme la boca (Vanesa Martín)
3. Amor se llama el juego (Melendi)
4. Quién me ha robado el mes de abril (Pablo López)
5. Pacto entre caballeros (Estopa)
6. A mis cuarenta y diez (M Clan y Alejo Stivel)
7. Eclipse de mar (Ismael Serrano y Funambulista)
8. Nos sobran los motivos (Marwan y Kany García)
9. Lo niego todo (Mikel Erentxun y Rufus T. Firefly)
10. Pongamos que hablo de Madrid (Rubén Pozo y Lichis)
11. Ganas de... (Macaco y Carlos Sadness)
12. Una canción para la Magdalena (Andrés Suárez y Elvira Sastre)
13. Y nos dieron las diez (Melendi, Rozalén, Fito Cabrales, Coque Malla, Travis Birds y Zahara)